# Rezerwat przyrody Michałowiec
Rezerwat przyrody Michałowiec – florystyczny rezerwat przyrody w województwie małopolskim, powiat olkuski, gmina Trzyciąż. Jest położony na terenie Parku Krajobrazowego Orlich Gniazd i obszaru Natura 2000 PLH120011 „Michałowiec”. Zajmuje powierzchnię 12,12 ha.
Ochronie podlega naturalny fragment buczyny karpackiej ze stanowiskiem chronionego storczyka – obuwika pospolitego.